# Nature Foundation St Maarten
De Nature Foundation St Maarten is een organisatie die zich bezighoudt met natuurbehoud op en om  Sint Maarten. De organisatie werd opgericht in januari 1997. Via de Dutch Caribbean Nature Alliance werkt ze samen met vergelijkbare organisaties op andere Caribische eilanden in het Koninkrijk der Nederlanden.
Doelen van de Nature Foundation zijn het geven van onderwijs en het kweken bewustzijn van de lokale natuurlijke hulpbronnen. Voorbeelden hiervan zijn de jaarlijkse organisatie sinds 2015 van een Shark Week (haaiweek) om meer begrip voor dit waterdier te kweken. Onder meer wordt een kunstexpositie gehouden. In 2019 publiceerde het over de uitbraak van de Stony Coral Tissue Loss Disease en riep het op om het plastic van de koraalriffen af te halen omdat die de verspreiding van de ziekte versnelt.